# MyGRAIN
myGRAIN – fiński zespół wykonujący melodic death metal, pochodzący z Helsinek. Grupa wydała trzy albumy studyjne.

## Dyskografia

### Albumy studyjne
- Orbit Dance (2006)
- Signs of Existence (2008)
- myGRAIN (2011)
- Planetary Breathing (2013)
- V (2020)

### Dema
- Demo 2004 (2004)
- The Red Frame (2005)

## Członkowie zespołu

### Obecni członkowie
- Tommy Tuovinen - śpiew
- Resistor - gitara
- Teemu Ylämäki - gitara (Misery Inc.)
- Jonas - gitara basowa
- DJ Locomotive - perkusja (...And Oceans)
- Eve Kojo - instrumenty klawiszowe (Ablaze in Hatred)

### Byli członkowie
- Matthew - gitara